# Операція «Батлакс»
Операція «Батлакс» (англ. Operation Battleaxe) — невдала наступальна операція британських військ проти італійсько-німецького корпусу «Африка» генерал-лейтенанта Е.Роммеля в Киренаїці в ході кампанії в Лівійській пустелі.
Операція британського командування з кодовою назвою «Бойова сокира» мала за мету зняти облогу армією Роммеля Тобрука з подальшим розгромом німецьких та італійських військ у Північній Африці. Битва розпочалася 15 червня 1941 року, однак попри оптимістичному настрою британського командування на чолі з Головнокомандувачем британськими військами на Середньому Сході генералом А.Вейвеллом й колосальній перевазі у силах, зокрема повному пануванню в повітрі, план операції зірвався. Більш того, британська армія втратила більшу частину своїх танків у перший же день битви і ледве встигла відвести третину власних бронетанкових сил, уникнувши оточення і повного знищення свого угрупування військами Роммеля.
Основною причиною провалу операції «Батлакс» стало те, що план ґрунтувався на колосальній переоцінці власних спроможностей й повному ігноруванні можливостей супротивника. По результатах розгрому британських військ у Киренаїці, Головнокомандувач британськими військами на Середньому Сході генерал А.Вейвелл був знятий з посади й замінений на Клода Окінлека.